# Kromosfär

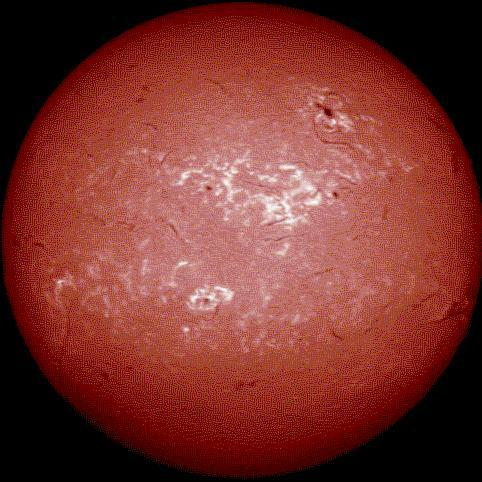
Ett foto av solskivan taget genom ett H_{α}-filter. De mörka strecken är filament.

Kromosfären är det näst yttersta skiktet av solens atmosfär, mellan koronan (ytterst) och fotosfären. Kromosfären är omöjlig att se med blotta ögat, förutom under en total solförmörkelse. 

## Synlighet
Kromosfären är mer visuellt transparent/öppen än fotosfären. Namnet betyder färgsfär och kommer ifrån kromosfärens djupröda färg. Den djupröda färgen uppkommer eftersom kromosfärens synliga spektrum domineras av vätets Hα spektrallinje vid 656,3 nm långt ned i kromosfären. 
Utan speciell utrustning kan kromosfären normalt inte ses på grund av den överväldigande ljusstyrkan från fotosfären. Men under en total solförmörkelse, då månen är helt i linje mellan jorden och solen, skymmer månen fotosfären och det röda ljuset träder fram. Vi ser då kromosfären som en rad röda fläckar runt en solid svart cirkel. Dock kan den ses tydligt genom bandpassfilter inställda på H-alfa spektrallinje, och många observatorier observerar regelbundet kromosfären med denna teknik, som visar filament ganska tydligt.

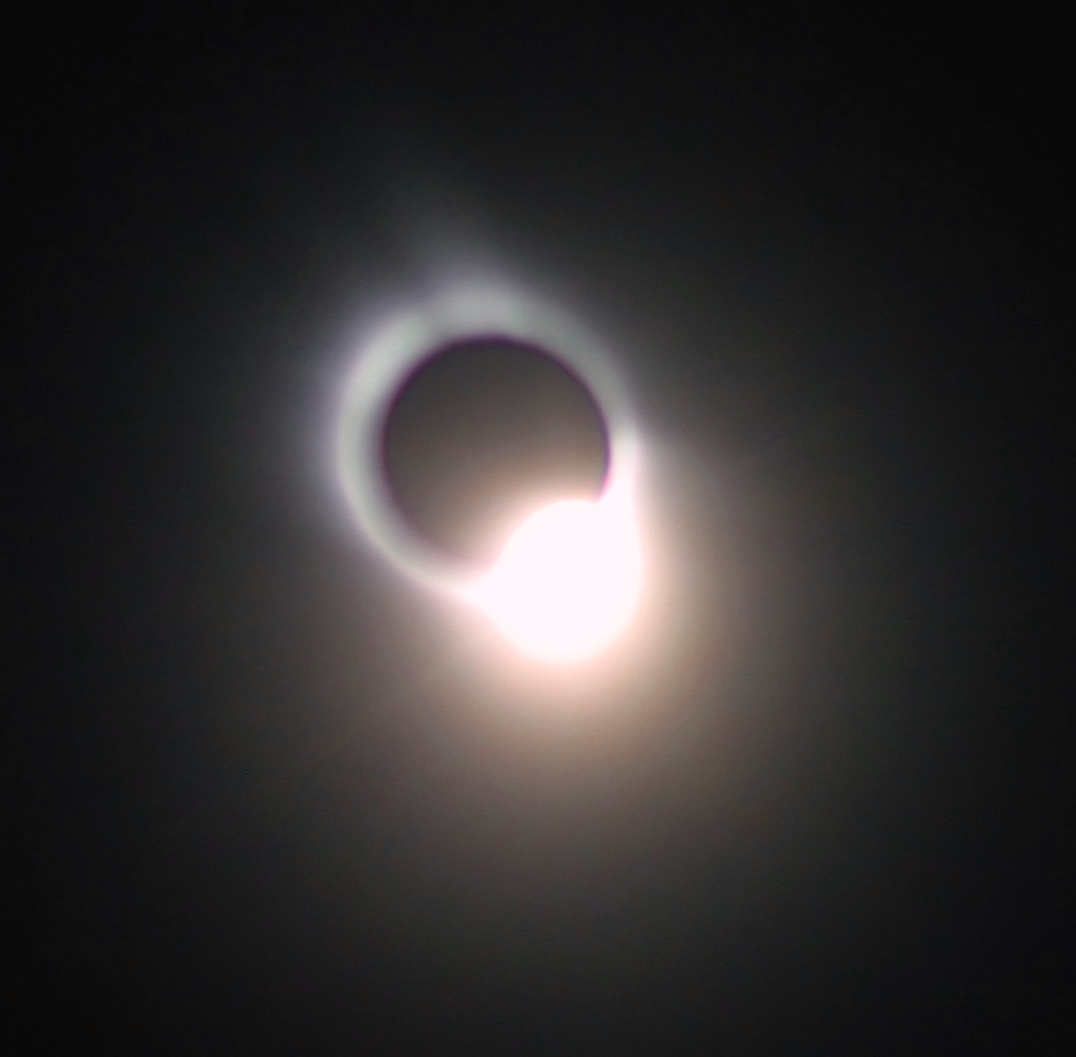
Det röda skenet är kromosfären

.

## Placering
Kromosfären ligger mellan fotosfären och koronan, som är den yttersta delen av solens atmosfär och dess tjocklek är cirka 2 000 km. Men den är ändå tunn; dess densitet minskar ungefär sju storleksordningar från 2,0 × 10-4 kg/m³ vid gränsen mot fotosfären till 1,0 × 10-11 kg/m³ där den övergår till koronan.

## Temperatur
Av skäl som inte är helt förstådda så är kromosfären varmare än fotosfären. Fotosfären är närmare solens kärna solen och temperaturen är runt 4000 K till 6400 K men kromosfärens temperatur ligger runt 4500 K till och med 20 000 K. En teori är att den akustiska turbulensen är källan till denna högre temperatur, till följd av spridningen av magnetohydrodynamiska vågor över solens yta. 
Ovanför kromosfären i några stjärnor är det en så kallad övergångsregion, där temperaturen ökar snabbt till den heta koronan, som utgör den yttersta delen av atmosfären. Till skillnad från solens inre, ökar temperaturen i kromosfären gradvis när man rör sig bort från solen samtidigt som trycket minskar. En teori för denna uppenbara skillnad mellan temperaturerna i kromosfären och fotosfären är att kromosfären innehåller magnetiska fält som projiceras utåt från fotosfären. Elektrisk ström flyter genom dessa områden från fotosfären till koronan. Denna process kan förlora en del energi på de områden som producerar den högre temperaturen. Man tror att energi kan försvinna genom linjer i magnetfältet genom att störas och att behöva svänga i ett försök att återvända till sin ursprungliga form

## Egenskaper
Protuberanser, som sedda uppifrån kallas filament, ligger till grund för många koronautkastningar och är därmed viktiga för förutsägelse av rymdvädret.
Gasen i kromosfären är mycket tunnare än den i fotosfären. Man ser spikuler som orsakas av vertikalt stigande gas (spikuler är ungefär som små vulkanutbrott) och är fenomen som varar ett tiotal minuter innan de försvinner för att sedan uppstå igen.
Ett annat fenomen som finns i kromosfären är fibriller, horisontella stripor av gas liknande utsträckande spikuler men med ungefär dubbel varaktighet. Till slut, solprotuberanser stiger upp genom kromosfären från fotosfären, ibland når de höjden 150 000 kilometer. De här gigantiska gasplymerna är de mest spektakulära av solfenomenen, bortsett från de mer sällan förekommande flares.